# الجدل حول البريد الإلكتروني لهيلاري كلينتون

هيلاري كلينتون تحمل هاتفها البلاك بيري في عام 2009

أثارت هيلاري كلينتون أثناء فترة توليها منصب وزيرة خارجية الولايات المتحدة الجدل باستخدامها خادم بريد إلكتروني خاص من أجل الاتصالات العامة الرسمية بدلًا من استخدام حسابات البريد الإلكتروني الرسمية لوزارة الخارجية والمحفوظة على خوادم فيدرالية آمنة. اكتُشف أن خادم كلينتون كان يحوي أكثر من 100 بريد إلكتروني تتضمن معلومات سرية، من ضمنها 65 تعتبر «سرية» و22 «سرية جدًا». حددت وزارة الخارجية 2093 بريدًا إلكترونيًا إضافيًا لم تصنفها سريةً بأنها سرية بأثر رجعي.
أكد بعض الخبراء والمسؤولون وأعضاء الكونغرس أن استخدام كلينتون لنظام مراسلة خاص ولخادم خاص ينتهك القانون الفيدرالي، وبشكل محدد قانون الولايات المتحدة 18 لعام 1924، المتعلق بإزالة الوثائق السرية أو المواد والاحتفاظ بها بدون تفويض بذلك، إضافة إلى الإجراءات والبروتوكولات التي تنظم حفظ السجلات. ادعت كلينتون أن استخدامها يتوافق مع القوانين الفيدرالية وقوانين وزارة الخارجية، وأن وزراء الخارجية السابقون كانوا يمتلكون أيضًا حسابات بريد إلكتروني خاصة (مع ذلك كانت كلينتون وزيرة الخارجية الوحيدة التي تستخدم خادمًا خاصًا). أشارت تقارير إخبارية لكل من قناة إن بي سي وقناة سي إن إن إلى أن رسائل البريد الإلكتروني ناقشت مواضيع «غير مؤذية» وموجودة مسبقًا في المجال العام. على سبيل المثال، نوقش برنامج الطائرات التابع للسي آي إيه على نطاق واسع في المجال العام منذ أوائل العقد الأول من القرن الواحد والعشرين؛ من ناحية ثانية، يعتبر وجود البرنامج سري من الناحية التقنية، وبالتالي فإن مشاركة مقالة إخبارية تتحدث عن الموضوع يعتبر اختراقًا أمنيًا، وفقًا لوكالة الاستخبارات المركزية.
كان الجدل نقطة نقاش وخلاف رئيسية خلال الانتخابات الرئاسية لعام 2016، والتي كانت كلينتون فيها المرشحة الديمقراطية. في مايو، أصدر مكتب المفتش العام لوزارة الخارجية تقريرًا حول أنشطة البريد الإلكتروني الخاصة بوزارة الخارجية بما فيها الخاصة بكلينتون. في يوليو، أعلن مدير مكتب التحقيقات الفيدرالية جيمس كومي أن تحقيقات المكتب توصلت إلى نتيجة أن كلينتون كانت «غير مبالية للغاية» لكنه أوصى لعدم توجيه أي تهم لها لأنها لم تتصرف بنية إجرامية، وهو المعيار التاريخي لمتابعة الملاحقة القضائية.
بتاريخ 28 أكتوبر عام 2016، قبل إحدى عشر يومًا من الانتخابات، أعلم كومي الكونغرس بأن مكتب التحقيقات الفيدرالي بدأ بالبحث عن رسائل بريد إلكتروني مكتشفة حديثًا. بتاريخ 6 نوفمبر، أخبر كومي الكونغرس أن مكتب التحقيقات الفيدرالي لم يغير استنتاجه. كان توقيت كومي مثيرًا للجدل، وكان هناك انتقادات بأنه انتهك توجيهات وسوابق وزارة الخارجية وجعل الجمهور يتحامل ضد كلينتون. حصل الجدل على تغطية إعلامية أكثر من أي موضوع آخر خلال الحملة الانتخابية الرئاسية. قالت كلينتون ومراقبون آخرون أن إعادة فتح التحقيق ساهم في خسارتها في الانتخابات. قال كومي في كتابه الذي حمل عنوان ولاء أعلى لعام 2018 أن قراره ربما تأثر بشكل لا إرادي بحقيقة أنه اعتبر أنه من المرجح كثيرًا أن تصبح كلينتون الرئيس القادم.
بتاريخ 14 يونيو عام 2018، أصدر المفتش العام لمكتب وزارة العدل تقريره المتعلق بتولي مكتب التحقيقات الفيدرالي ووزارة العدل التحقيق في قضية كلينتون، ولم يجد أي دليل على التحيز السياسي وقدم دعمه لقرار عدم محاكمة كلينتون. نتج عن تحقيق وزارة الخارجية الذي استمر ثلاث سنوات في سبتمبر عام 2019 أن 38 فردًا كانوا «مذنبين» في 91 حالة لإرسال معلومات سرية وصلت إلى حساب البريد الإلكتروني لكلينتون، على الرغم من أنه لم يوجد «دليل مقنع على إساءة الاستخدام المتعمد والمنظم للمعلومات السرية».

## خلفية

### استخدام كلينتون لجهاز بلاك بيري
قبل تعيينها في منصب وزير الخارجية في عام 2009. كانت كلينتون تتواصل مع أصدقائها وزملائها عن طريق أجهزة هاتف من نوع بلاك بيري. وأشار أفراد الأمن في وزارة الخارجية إلى أن ذلك من شأنه أن يشكل خطرًا أمنيًا خلال فترة توليها لمنصبها. كان حساب البريد الإلكتروني المستخدم في حينها على هاتف البلاك بيري الخاص بكلينتون مستضاف على خادم خاص في قبو منزلها في تشاباكوا، نيويورك، لكن لم يتم الكشف عن هذه المعلومات لأفراد الأمن في وزارة الخارجية أو كبار موظفي الوزارة.
اقترح تركيب جهاز حاسب مكتبي آمن في مكتبها، لكن لم يكن لدى كلينتون المعرفة الكافية باستخدامه لذلك اختارت ما يلائم راحتها باستخدام جهاز بلاك بيري الخاص بها، وليس ما يفرضه البروتوكول الحكومي لوزارة الخارجية بالعمل على جهاز مكتبي آمن. توقفت كلينتون عن بذل جهود لإيجاد حل آمن، وحذرها أفراد الأمن في وزارة الخارجية حول قابلية جهاز بلاك بيري غير الآمن الكبيرة للاختراق. أكدت علمها بالخطر، وتم إبلاغها أن مكتب الأمن الدبلوماسي قد حصل على معلومات استخبارية عن هذه القابلية الكبيرة للاختراق عندما كانت في رحلة إلى آسيا، لكنها استمرت في استخدام هاتفها البلاك بيري خارج مكتبها.

### خادم البريد الإلكتروني وأسماء النطاق
في وقت جلسات استماع تأكيد ترشيح هيلاري كلينتون كوزيرة للخارجية، سُجلت أسماء النطاقات التالية clintonemail.com، wjcoffice.com، presidentclinton.com باسم إيريك هوتهام، وكان عنوان الاتصال هو منزل كلينتون وزوجها في شاباكوا، نيويورك. كانت النطاقات تشير إلى خادم بريد إلكتروني خاص كانت قد استخدمته كلينتون لإرسال واستقبال رسائل البريد الإلكتروني، وكان قد تم شراؤه وتركيبه في منزل عائلة كلينتون لعام 2008 خلال الحملة الانتخابية الرئاسية.
كان خادم البريد الإلكتروني يقع في منزل عائلة كلينتون في شاباكوا، نيويورك، منذ يناير عام 2009 حتى عام 2013، عندما أُرسل إلى مركز البيانات في نيوجيرسي قبل تسليمه إلى شركة شبكات بليت ريفر، وهي شركة تكنلوجيا معلومات مقرها في دنفر استأجرتها كلينتون لإدارة نظام بريدها الإلكتروني.
يدير الخادم نفسه خادم Microsoft Exchange 2010 له وصول إلى رسائل البريد الإلكتروني المرسلة عبر تطبيق آوت لوك على الإنترنت. صفحة الويب مؤمنة بشهادة تي إل إس للسماح للمعلومات بالانتقال بشكل آمن عند استخدام الموقع. من ناحية ثانية، قيل إنه خلال أول شهرين من استخدامه -يناير، 2009 حتى 29 مارس، 2009- لم تكن صفحة الويب مؤمنة بشهادة تي إل إس، مما يعني أن المعلومات المنتقلة باستخدام الخدمة لم تكن مشفرة وكانت ربما معرضةً للتنصت.